# Журавлёво (Курганская область)
Журавлево — село в Каргапольском районе Курганской области. Административный центр Журавлевского сельсовета.

## Географическое положение
Расположено на левом берегу реки Миасс, примерно в 11 км (21 км по автодороге) к юго-западу от районного центра посёлка Каргаполье; в 80 км (106 км по автодороге) к северо-западу от города Кургана.

### Часовой пояс
Журавлево, как и вся Курганская область, находится в часовой зоне МСК+2. Смещение применяемого времени относительно UTC составляет +5:00.

## История
Деревня Жаравлева (написание названия в то время) была основана в XVIII веке.
В 1800 году в деревне Жаравлевой было 38 домов, в которых жили: Башкирцовы, Вятченины, Грачевы, Гусевы, Емельяновы, Ерохины, Задорины, Зеленины, Калыпины, Кирьяновы, Кокорины, Михайловы, Мокины, Обабковы, Овчинниковы, Поздеевы, Пономаревы, Прокопьевы(х), Суздалевы, Тетюевы, Шубины.
До революции входила в состав Бакланской волости Шадринского уезда Пермской губернии.
В конце июня — начале июля 1918 года установлена белогвардейская власть. В начале августа 1919 года восстановлена Советская власть.
В 1919 году образован Журавлевский сельсовет.
В годы Советской власти жители работали в колхозе «Память Кирова», затем в колхозе «Светлые Поляны».
10 ноября 1962 года в селе открыта школа, ныне МКОУ «Журавлевская средняя общеобразовательная школа».

## Население
| 1869 | 1904 | 1920 | 1926 | 1989 | 2002 | 2010 |
| ---- | ---- | ---- | ---- | ---- | ---- | ---- |
| 637  | ↗819 | ↗920 | ↘898 | ↘533 | ↘473 | ↘446 |

На 2010 год население составляло 446 человек.
Национальный состав
- По данным переписи населения 2002 года проживало 473 человек, из них русские — 97 %.
- По данным переписи 1926 года проживал 898 человек, все русские.

## Общественно-деловая зона
Установлен мемориальный ансамбль. В центре ансамбля установлена скульптура скорбящей женщины. На заднем плане расположены стелы разной высоты, к которым ведут бетонные ступени. На вертикальных стенах прикреплены плиты с фамилиями погибших в Великой Отечественной войне, и надписи: «Подвиг ваш бессмертен», «1941—1945».